# Fusil de francotirador KSVK
El KSVK 12,7 (del ruso:  Крупнокалиберная Снайперская Винтовка Ковровская); en español: Fusil de francotirador de gran calibre Kovrov es un fusil de francotirador antimaterial de gran calibre, desarrollado en Rusia para eliminar francotiradores y penetrar paredes gruesas, así como vehículos blindados ligeros.

## Historia
El fusil antimaterial KSVK (o fusil de francotirador de gran calibre) fue desarrollado a finales de la década de 1990 por la fábrica ZID, con sede en Kovrov, Rusia. Está basado en el fusil experimental SVN-98 calibre 12,7 mm. Inicialmente conocido como ASVK, el KSVK es empleado actualmente en pequeñas cantidades por diversas unidades de las Fuerzas Especiales rusas en Chechenia como fusil antifrancotirador, capaz de penetrar un muro de ladrillo o una pared de madera gruesa e hiriendo a quienes se encuentren detrás.[cita requerida]

## Desarrollo
El KSVK es un fusil de cerrojo bullpup, alimentado por un cargador de 5 balas. Está equipado con un gran freno de boca, que a la vez actúa como reductor del sonido. Está equipado con un riel lateral estándar para miras ópticas y puede ser equipado con una gran variedad de miras ópticas diurnas y nocturnas. Las miras mecánicas están instaladas como reserva o para casos de emergencia.

## Modificaciones
- KSVK - versión 2000
- ASVK - versión 2004

## Usuarios
- Rusia[1]